# Prokop Písař
Prokop Písař (1390 – asi 1482) byl český spisovatel a písař Nového Města pražského. Byl též učitelem rétoriky a stylistiky na Karlově univerzitě v Praze. Sepsal z katolických pozic latinskou kroniku, která se zabývala českými dějinami do začátku husitského hnutí, a později též veršovanou Novou kroniku, jež se ovšem zachovala jen ve zlomcích. Napsal také traktát o právech Nového Města pražského a česko-latinský spis Ars dictandi, jakýsi návod, jak vyhotovovat listiny právní povahy a psát oficiální dopisy.

## Dílo
- Praxis cancellariae, okolo 1456, popis kancelářské praxe na Novém Městě pražském, důležité pro poznání právních zvyklostí pražských práv, vydal roku 1908 František Mareš
- Rhetorica, rétorická příručka ars dictandi a formulářová sbírka, základ snad v příručce Prokopových rétorických přednášek, zachována v opisu z 60. let 15. století (od Oldřicha Kříže z Telče), vydal František Mareš roku 1900
- Cronicon Procopii notarii Pragensis, latinská kronika dovedená do roku 1419
- Nová kronika, okolo 1458, veršovaná a česky psaná kronika, dochovaná ve zlomcích